# The Greenhouse (série de televisão)
The Greenhouse (em hebraico: החממה; HaKhamama ou Ha-Hamama) é uma série de televisão criado por Giora Chamizer. A série foi ao ar pela primeira vez em Israel no ano de 2012 e foi vendido para a Nickelodeon do Reino Unido em 2013. A série é sobre uma escola para superdotados no mar da Galiléia, em Israel. A escola tem dois clubes: Os abutres e Os Corvos, com os Corvos, como o mais inteligente da casa e as Águias como a casa mais atlética. Os alunos aprenderam a ser líderes que irão salvar o mundo.
Uma adaptação americana da série Greenhouse Academy estreou na Netflix em setembro de 2017.